# Ammonios Sakkas
Ammonios Sakkas (altgriechisch Ἀμμώνιος Σακκᾶς Ammṓnios Sakkás; † 242 oder 243 in Alexandria) war ein antiker Philosoph, der sich zur platonischen Tradition bekannte. Schon früh scheint er mit Ammonios von Alexandria verwechselt worden zu sein, denn er gründete in Alexandria eine Philosophenschule, aus deren Gedankengut die heute mit dem modernen Begriff Neuplatonismus bezeichnete Richtung entstand. Bekannt ist Ammonios Sakkas in erster Linie als Lehrer Plotins. Seine Philosophie ist nur anhand von indirekter Überlieferung ansatzweise rekonstruierbar, während sein zeitgenössisch alexandrinischer Namensvetter durchaus Schriften hinterlassen hat.

## Name
Die Herkunft von Ammonios’ angeblichem Beinamen Sakkas ist unklar. Im neuplatonischen Schrifttum kommt der Beiname nicht vor, er ist erst in der Spätantike vereinzelt bezeugt und möglicherweise nicht zeitgenössisch. Im 5. Jahrhundert behauptete Theodoret, ein gegnerischer christlicher Autor, die Benennung des Philosophen gehe darauf zurück, dass Ammonios in seiner Jugend Getreidesäcke (sákkous) geschleppt habe. Diese Deutung diente wohl dem Zweck der Verunglimpfung. Die Bezugnahme auf ein grobes, sackartiges Philosophengewand (σάκκος sákkos, vgl. lateinisch saccus cilicinus) ist wahrscheinlicher, falls der Beiname zeitgenössisch ist. Nach einer anderen Hypothese liegt eine Verwechslung mit einem christlichen Märtyrer namens Apollonios Sakkeas vor.
Die in der älteren Forschungsliteratur erörterte Hypothese, Sakkas sei ursprünglich kein griechisches Wort gewesen, sondern ein indischer Name, ist widerlegt. Erwogen wird aber eine ethnische Bedeutung, denn es könnte sich um eine Bezugnahme auf die Abstammung des Ammonios vom ethnischen Verband der Saken (altgriechisch Sakai oder Sakkai) handeln. Im 20. Jahrhundert wurde vereinzelt behauptet, der Beiname Sakkas sei indischen Ursprungs, es handle sich ursprünglich um eine Stammesbezeichnung (Saker) oder einen Familiennamen (Shakya) und daraus lasse sich folgern, Ammonios sei nicht Ägypter, sondern Inder gewesen. Von solchen Überlegungen ausgehend machte Erich Seeberg 1942 aus Ammonios einen Arier und Ernst Benz vermutete 1951, der Lehrer Plotins sei ein indischer Philosoph oder buddhistischer Mönch gewesen; dadurch lasse sich eine „Erklärung des Einströmens der indischen Philosophie in die heidnische und christliche Welt von Alexandrien“ geben. Von altertumswissenschaftlicher Seite wurden diese Hypothesen nachdrücklich zurückgewiesen; sie gelten heute als widerlegt und werden in Fachkreisen nicht mehr vertreten.

## Leben
Nach einem von dem Kirchenschriftsteller Eusebius von Caesarea überlieferten Zitat aus der verlorenen Streitschrift des Neuplatonikers Porphyrios gegen die Christen stammte Ammonios aus christlichem Elternhaus, wandte sich aber schon in seiner Jugend vom Christentum ab, als er die (platonische) Philosophie kennenlernte. Eusebius weist diese Behauptung nachdrücklich zurück; er versichert, Ammonios sei bis zu seinem Tode Christ geblieben. Diese Aussage ist allerdings wahrscheinlich darauf zurückzuführen, dass Eusebius den von Porphyrios gemeinten Ammonios mit einem gleichnamigen christlichen Schriftsteller verwechselte. In der Forschung wird aber auch die Möglichkeit in Betracht gezogen, dass Ammonios das Christentum nicht gänzlich aufgab, sondern – allerdings außerhalb der Kirche – daran festhielt und es mit dem Platonismus in Übereinstimmung zu bringen versuchte.
Ammonios scheint nur in Alexandria gelehrt zu haben. Er starb entweder kurz vor oder kurz nach der Abreise seines bedeutendsten Schülers Plotin, der 242 oder 243 Alexandria verließ, nachdem er elf Jahre lang am Unterricht des Ammonios teilgenommen hatte.

## Lehre
Die Hauptquelle für die Lehre des Ammonios ist Porphyrios, ein Schüler Plotins. Aus den Angaben des Porphyrios geht hervor, dass Plotin an dem festhielt, was er bei Ammonios gelernt hatte. Daher ist davon auszugehen, dass die Philosophie des Ammonios in den Grundzügen derjenigen Plotins entsprach. Allerdings ist unklar, ob die plotinische Lehre vom Einen als höchstem Prinzip oberhalb des Seienden auf Ammonios zurückgeht. Einzelheiten seiner Philosophie sind nicht zuverlässig rekonstruierbar. Anscheinend beruhte seine Wirkung mehr auf seiner philosophisch-philologischen Methode als auf bestimmten Lehrsätzen; in seiner Schule wurde, wie Matthias Baltes meint, „keine Philosophie gelehrt, sondern philosophiert“.
Seine Deutung des Verhältnisses zwischen Platon und Aristoteles war durch ein Streben nach Harmonisierung gekennzeichnet; er war der Auffassung, dass die beiden Philosophen in ihren wichtigsten Lehrmeinungen übereinstimmen. Grundsätzlich wollte er sich mit dem Nebeneinander der unterschiedlichen Schulmeinungen nicht abfinden, da er es für unvereinbar mit dem Wissenschaftscharakter der Philosophie hielt. Er strebte eine Philosophie „ohne innere Zwietracht“ an, also eine stimmige Universalphilosophie, welche die nach seiner Überzeugung nur an der Oberfläche bestehenden Gegensätze zwischen den Schulrichtungen aufhebt. Zur Ebene der Gemeinsamkeit meinte er vorstoßen zu können, indem er die Fragen und Gedankengänge der einzelnen Philosophen bis zu ihrer Wurzel verfolgte. Gerade ein vertieftes Verständnis der Besonderheiten sollte zum Erfassen der gemeinsamen Wahrheit führen.

## Rezeption
Ammonios hat keine Schriften hinterlassen, aber durch seine Schüler die Entwicklung des Platonismus nachhaltig beeinflusst. Sein berühmtester Schüler war Plotin, der von 232 bis 242 bei ihm studierte, bevor er nach Rom übersiedelte und dort seine eigene Schule gründete. Ein anderer Schüler namens Origenes wurde lange mit dem berühmten christlichen Schriftsteller Origenes identifiziert, der tatsächlich platonisch beeinflusst war. In der modernen Forschung wird aber mehrheitlich die Auffassung vertreten, dass der Ammonios-Schüler Origenes, der zum engsten Umfeld des Lehrers zählte, nicht der Christ, sondern ein gleichnamiger paganer Platoniker war. Allerdings ist es möglich, dass der Christ Origenes ebenfalls an Lehrveranstaltungen des Ammonios teilnahm, ohne dem engeren Schülerkreis anzugehören. Ein weiterer Schüler, der offenbar nicht zum engsten Kreis gehörte, war der Philosoph und Grammatiker Longinos, der später seinerseits in Athen eine Schule gründete und hohes Ansehen gewann. Longinos rühmte Ammonios und den paganen Origenes als Philosophen, die ihren Zeitgenossen an Einsicht (sýnesis) weit überlegen gewesen seien. Einer Forschungshypothese zufolge besuchte auch Heraklas, der später Bischof von Alexandria wurde, den Unterricht des renommierten Philosophielehrers.
Aus den Angaben des Porphyrios geht hervor, dass nach dem Tod des Ammonios drei seiner Schüler, Plotin, Herennios (Erennios) und Origenes, vereinbarten, seine wissenschaftliche Hinterlassenschaft nicht zu „enthüllen“. Diese Abmachung wurde aber später erst von Herennios, dann auch von Origenes gebrochen; daher betrachtete schließlich auch Plotin die Vereinbarung als hinfällig. Der Zweck der Vereinbarung ist unklar; möglicherweise ging es dabei um Vertraulichkeit eines Kernbestandteils der Lehre, der nach dem Vorbild von Platons „ungeschriebener Lehre“ als nicht zur Veröffentlichung geeignet befunden wurde.
Begeisterung über die Initiative des Ammonios, der mit der Harmonisierung von Platonismus und Aristotelismus die zerrissene Philosophie wiederhergestellt und von falschen Ansichten gereinigt habe, drückte der spätantike Neuplatoniker Hierokles im 5. Jahrhundert aus. Er befand, die Lehre des Ammonios sei für die spätere Philosophie wegweisend gewesen. Alle namhaften Denker der Folgezeit hätten sie übernommen.